# Ignol
Ignol é uma comuna francesa na região administrativa do Centro, no departamento Cher. Estende-se por uma área de 16,9 quilômetros quadrados. Em 2010 a comuna tinha 184 habitantes (densidade: 10,9 hab./km²).